# Typhlodromus norvegicus
Typhlodromus norvegicus är en spindeldjursart som beskrevs av Edland och Evans 1998. Typhlodromus norvegicus ingår i släktet Typhlodromus och familjen Phytoseiidae. Inga underarter finns listade i Catalogue of Life.